# Tecnología adecuada

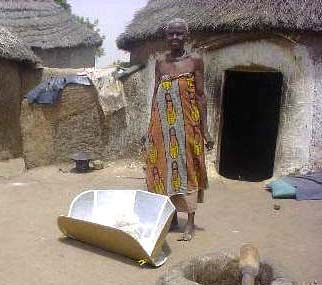
En Ghana, los campesinos de Zouzugu usan cocinas solares para preparar sus comidas.

La tecnología adecuada (TA), también conocida como tecnología apropiada o tecnología intermedia, es aquella tecnología que está diseñada con especial atención a los aspectos medioambientales, éticos, culturales, sociales y económicos de la comunidad a la que se dirigen. Atendiendo a estas consideraciones, las TA emergen del medio local, y normalmente demandan menos recursos, son más fáciles de mantener, presentan un menor coste y un menor impacto sobre el medio ambiente respecto a otras tecnologías equiparables.
Quienes proponen el término lo usan para describir aquellas tecnologías que consideran más adecuadas para su uso en países en vías de desarrollo o en zonas rurales subdesarrolladas de los países industrializados, en las que piensan que las altas tecnologías no podrían operar y mantenerse. La tecnología adecuada normalmente prefiere las soluciones intensivas en trabajo a otras intensivas en capital, aunque utiliza mecanismos de ahorro de trabajo cuando esto no implica altos costos de mantenimiento o de capital. En la práctica se la define a menudo como la que usa el nivel de tecnología más sencilla que puede alcanzar con eficacia el propósito buscado para esa localización concreta. 
E. F. Schumacher dice que esta tecnología, descrita en el libro Lo pequeño es hermoso, tiende a promover valores como la salud, la belleza y la permanencia, en ese orden.
El qué constituye la tecnología adecuada en cada caso particular es materia de debate, pero el término es usado generalmente al teorizar para cuestionar la alta tecnología o lo que consideran una excesiva mecanización, los desplazamientos humanos, el agotamiento de recursos naturales o los incrementos de la contaminación asociados a la industrialización. El término ha sido aplicado a menudo, aunque no siempre, a las situaciones que se dan en los países en desarrollo o a las zonas rurales subdesarrolladas de los países industrializados.
Podría argumentarse que para una sociedad tecnológicamente avanzada una tecnología más cara y compleja, que requiera mantenimiento especializado y altas entradas de energía, podría ser una "tecnología adecuada". En todo caso, este no es el sentido habitual del término.

## Trasfondo del término
El término adquirió relevancia durante la Crisis del petróleo de 1973 y con el movimiento ecologista de los 70s. El economista británico (y anterior asesor del Panel Británico sobre el Carbón) E. F. Schumacher fue uno de los creadores del concepto.
Un término relacionado, la tecnología intermedia, se refiere específicamente a las herramientas que cuestan más o son más sofisticadas o complejas que aquellas que se usan normalmente en los países en vías de desarrollo pero siguen siendo aún más baratas, o más accesibles, que aquellas que serían usadas en un país desarrollado. A menudo, en países en vías de desarrollo, este es un primer paso entre los criterios de "adecuación" propuestos por estos autores. De acuerdo con ellos, normalmente es "apropiado" usar sólo las tecnologías que pueden ser reparadas de forma local por los mismos usuarios.
Se considera que una tecnología es apropiada cuando tiene efectos beneficiosos sobre las personas y el medio ambiente. Aunque el tema es hoy (y probablemente seguirá siéndolo por mucho tiempo) objeto de intenso debate, hay acuerdo bastante amplio sobre las principales características que una tecnología debe tener para ser social y ambientalmente apropiada:
- No causar daño previsible a las personas ni daño innecesario a las restantes formas de vida (animales y plantas).
- No comprometer de modo irrecuperable el patrimonio natural de las futuras generaciones.
- Mejorar las condiciones básicas de vida de todas las personas, independientemente de su poder adquisitivo.
- No ser coercitiva y respetar los derechos y posibilidades de elección de sus usuarios voluntarios y de sus sujetos involuntarios.
- No tener efectos generalizados irreversibles, aunque estos parezcan a primera vista ser beneficiosos o neutros.
- La inversión de los gobiernos en tecnologías apropiadas debe priorizar de modo absoluto la satisfacción de las necesidades humanas básicas de alimentación, vestimenta, vivienda, salud, educación, seguridad personal, participación social, trabajo y transporte.

## Diferentes usos y controversias

### Tecnología intermedia
"Tecnología intermedia" puede ser un sinónimo de "tecnología adecuada". Fue acuñado por E. F. Schumacher para describir aquella tecnología que era significativamente más y costosa que los métodos tradicionales, pero que permanecía todavía un orden de magnitud (diez veces) más barata que la tecnología de los países desarrollados. Los partidarios de esta tecnología argumentan que puede ser fácilmente adquirida y utilizada por la gente empobrecida, y de acuerdo a sus partidarios puede llevar a una mayor productividad a la vez que se minimizaría la dislocación social. Mucha de la tecnología intermedia puede además ser construida y puesta en servicio usando los materiales y el conocimiento locales.

### Tecnologías duras y blandas
La tecnología dura consiste en técnicas de ingeniería, estructuras físicas y maquinaria diseñadas para resolver necesidades concretas para una comunidad, empleando materiales locales y fácilmente accesibles. Además, están pensadas para ser construidas, utilizadas y mantenidas por estas poblaciones locales con una asistencia externa bastante limitada (por ejemplo, técnica, material o financiera). Normalmente, este tipo de tecnología se le relaciona con actividades económicas y la mejora de la productividad local.
La tecnología blanda se refiere a los métodos y dinámicas sociales, como las interacciones humanas y las estrategias para motivar y organizar a las personas. Implica procesos diseñados para fomentar la participación social de las comunidades, facilitando el análisis colectivo de situaciones, la toma de decisiones y el desarrollo de habilidades para fomentar soluciones. Su objetivo principal, por lo tanto, es impulsar cambios positivos a nivel social y organizativo.

### No necesariamente "baja" tecnología
La tecnología adecuada puede beneficiarse de las investigaciones más avanzadas, como ocurre con el filtro de trapo que se inspiró en las investigaciones sobre la propagación del cólera por el agua.
Puede usar tecnologías muy recientes - por ejemplo en áreas remotas de Nepal la Fundación Ilumina el mundo utiliza un tipo de luminarias led blancas. Estas representan una alternativa adecuada a las formas más tradicionales de iluminación ya que no causan problemas para la salud como ocurre con las lámparas de queroseno o con las hogueras, y presentan menores requerimientos energéticos y una mayor fiabilidad, lo que es necesario para lugares remotos desconectados de la red de suministro energético.

### Otra definición detecnología adecuada
El arquitecto británico y experto sobre desarrollo y asentamientos humanos, John F. C. Turner (coautor y editor del libro "Libertad para construir" y autor del libro "Edificación popular"), ha dicho que la tecnología verdaderamente adecuada es la tecnología que la gente ordinaria puede usar para su propio beneficio y el de su comunidad, la que no les hace dependiente de sistemas sobre los que no tienen control. El principal punto de esta definición es que la tecnología normalmente crea dependencias por lo que entonces, para ser realmente adecuada, la tecnología debería mejorar la capacidad local o regional para enfrentarse con las necesidades locales, en vez de crear o amplificar las dependencias de sistemas más allá del control local. Esta definición encaja agradablemente con los movimientos emergentes por la relocalización, y es paralela a la idea de E. F. Schumacher de que 'lo pequeño es hermoso'.

### Conceptos que pretenden superar al de tecnología adecuada
Ya durante los 80 y 90 se empezaba a hablar cada vez más de tecnología social, a la par que se desarrollaba el campo de investigación llamado CTS (Estudios de Ciencia, Tecnología y Sociedad). Se empieza a querer dotar al término de cierta perspectiva finalista (¿tecnología adecuada para qué?).
Por otro lado, desde una perspectiva vinculada al desarrollo humano y la cooperación para el desarrollo, en el año 2001 se publicaba el Informe de Desarrollo Humano del PNUD titulado “Poner el adelanto tecnológico al servicio del desarrollo humano”. En él, se pretendía también dar un sentido más finalista al uso de la tecnología en la línea de lo que entonces se entendía por desarrollo humano, concepto que ha ido cambiando con el tiempo. Esta publicación constituye el primer intento de vincular la tecnología y el desarrollo bajo el paradigma del Desarrollo Humano. En años posteriores, múltiples informes adoptan el término y lo completan.
Además, organizaciones como la Federación Española de Ingeniería Sin Fronteras, en colaboración con departamentos de diversas universidades como la Universidad Politécnica de Cataluña o la Universidad de Valencia, siguieron profundizando en el tema, a medida que el paradigma del Desarrollo Humano iba evolucionando. De esta manera, empezaron a cuestionar las tecnologías clasificadas intrínsecamente como apropiadas. La participación de las personas usuarias en todo el ciclo del hecho tecnológico (y por tanto la manera de “gobernarla”), la intencionalidad del desarrollo tecnológico y de las tecnologías concretas desarrolladas (aunque puedan tener un buen uso en casos concretos, difícilmente pueden por sí mismas escapar del modelo de desarrollo en el que y para el cual fueron desarrolladas), así como el cuestionamiento de la neutralidad intrínseca de la tecnología (vinculándola ya claramente a elementos como política y ética, mientras se recupera el pensamiento a este respecto de autores como Habermas  o más modernos como Ramón Queraltó), definen el camino que está tomando el enfoque de Tecnología para el Desarrollo Humano (TpDH).
Además, organizaciones como http://practicalaction.org/ (enlace roto disponible en Internet Archive; véase el historial, la primera versión y la última). (creada inicialmente por el propio E.F. Schumacher) están hablando hace tiempo de justicia tecnológica. También se habla de tecnologías para la libertad y, vinculado con el paradigma de Desarrollo Humano que está empezando a imponerse, de tecnologías para la emancipación.
El cuestionamiento de la neutralidad de la tecnología y su finalidad tiene que ver con el cuestionamiento de la neutralidad de la propia ciencia (que es quien sustenta el avance tecnológico). Los diversos ámbitos de aplicación de esta TpDH son similares a los de la propia tecnología adecuada, pero es ese elemento profundo de vinculación de la tecnología al contexto de desarrollo (definido de forma clave por elementos políticos y de valores del mismo) el que diferencia este concepto del inicialmente propuesto como Tecnologías Apropiadas. Existen trabajos comparando distintos elementos de los diversos conceptos mencionados.

## Ejemplos y sostenibilidad
Características tales como el bajo coste, la baja utilización de combustibles fósiles o el uso de recursos disponibles localmente pueden representar ventajas en términos de la sostenibilidad. Por estas razones, estas tecnologías son a veces utilizadas y promovidas por los partidarios de la sostenibilidad y de la tecnología alternativa.

### Tecnología de la información y de la comunicación
- El OLPC XO y el Simputer son ordenadores orientados a los países en vías de desarrollo, y su ventaja principal es su bajo coste. Otros factores relevantes incluyen la resistencia al polvo, la fiabilidad y el uso de un lenguaje oportuno.

- Eldis OnDisc y la Biblioteca de la Tecnología Adecuada son proyectos que usan CD y DVD para dar acceso a información sobre desarrollo en áreas que carecen de acceso a Internet fiable y asequible.

- La radio a manivela y el sistema informático y de comunicaciones planeados por la Fundación Jhai es independiente de todo suministro energético.

- Existe también el GrameenPhone, que ha fusionado la telefonía móvil con los programas de microcréditos del Banco Grameen para proporcionar a las poblaciones campesinas de Bangladés acceso a la comunicación.

- Loband, una página web desarrollada por Aptivate quita todas las fotografías y todo el contenido intensivo en ancho de banda de las páginas web y las convierte a texto plano, permitiendo la navegación por ellas con normalidad. Esta página web ha incrementado ampliamente la velocidad de navegación, y su uso es adecuado para conexiones con anchos de banda como los que son disponibles generalmente en el mundo en vías de desarrollo.

### Construcción
El adobe (incluida la variación llamada Super Adobe), la tierra embutida, el ladrillo holandés y las mazorcas pueden considerarse como tecnologías adecuadas para muchos de los países en vías de desarrollo, dado que usan materiales que son ampliamente disponibles de forma local y son relativamente baratos. Debe tenerse en cuenta el contexto local como, por ejemplo, con los ladrillos de barro que pueden no resultar duraderos en una zona de grandes lluvias (aunque para corregir esto puede utilizarse un tejado grande y la estabilización con cemento), y si los materiales no son fácilmente conseguibles, el método puede ser inadecuado. Otras formas de construcción natural pueden considerarse tecnologías adecuadas, aunque en muchos casos puede que hagan más énfasis en su sostenibilidad que en su coste o idoneidad.
La organización Arquitectura para la Humanidad incorpora también los principios de la tecnología adecuada, dedicándose a atender las necesidades de las poblaciones empobrecidas y afectadas por desastres.

### Energía
Las tecnologías energéticas "adecuadas" son especialmente idóneas para las necesidades a pequeña escala y/o de zonas aisladas. En todo caso ha de tenerse en cuenta la alta inversión en capital.
La electricidad puede suministrarse desde paneles solares (que son caros inicialmente, pero sencillos), molinos de viento o instalaciones microhidráulicas, con almacenamiento de la energía en baterías.
El biobutanol, biodiésel y directamente el aceite vegetal pueden resultar adecuados como biocombustibles directos en zonas donde el aceite vegetal está fácilmente disponible y es más barato que los combustibles fósiles.
Un generador (funcionando a base de biocombustibles) puede funcionar de forma más eficiente si es combinado con baterías y con un inversor; esto incrementa significativamente el coste en capital pero reduce los costes de funcionamiento, y puede representar potencialmente una opción más barata que la eólica, la solar y la micro-hidráulica.
El biogás es otra fuente potencial de energía, especialmente donde haya un suministro abundante de residuos orgánicos.
El término tecnología energética blanda fue acuñado por Amory Lovins para describir las energías renovables adecuadas.

### Alumbrado
La Fundación Ilumina el Mundo utiliza luces led blancas y fuentes de energía renovable como paneles solares para proporcionar alumbrado a poblaciones empobrecidas en zonas alejadas, representando ventajas significativas comparadas con las lámparas de queroseno a las que reemplazan.
La lámpara de botella segura es una lámpara de queroseno más segura diseñada en Sri Lanka. Su mayor seguridad consiste en una tapa de metal enroscable, y dos extensiones planas en los lados que previenen que ruede si es volcada.

### Ventilación y aire acondicionado
La ventilación natural puede crearse a base de realizar rejillas en la parte superior del edificio para permitir al aire cálido ascender por convección y escapar al exterior, mientras que el aire frío es incorporado a través de otras rejillas en las partes bajas.
La chimenea solar a menudo denominada como chimenea térmica mejora esta ventilación natural mediante el uso de la convección del aire calentado por energía solar pasiva. Para maximizar el efecto de refrigeración, el aire entrante puede ser conducido a través de conductos subterráneos previamente a su entrada al edificio.
Un captador de viento (Badgir; بادگیر) es un dispositivo arquitectónico iraní usado durante siglos para crear ventilación natural en los edificios. Se desconoce quién inventó el captador de viento, pero aún puede verse en muchos países hoy en día. Los captadores de viento pueden tener varios diseños, como los unidireccionales, bidireccionales y los multidireccionales.
La torre fría con corriente descendente pasiva puede utilizarse en climas áridos y calurosos para proporcionar de una manera sostenible aire acondicionado. El agua es evaporada en lo alto de la torre, a base de agujeros de refrigeración por evaporación o mediante el rociado de agua. La evaporación refrigera el aire entrante, causando un descenso de aire fresco que reduce la temperatura en el interior del edificio.

### Preparación de comida
Según sus partidarios la Tecnología Adecuada puede reducir ampliamente las tareas de preparar comida, en comparación con los métodos tradicionales, a la vez que sigue siendo mucho más sencilla y económica que los procesos usados en los países occidentales. Esto refleja el concepto de E. F. Schumacher de "tecnología intermedia", es decir la tecnología que es significativamente más eficaz y cara que los métodos tradicionales, pero que es aún en orden de magnitud (10 veces) más barata que la tecnología del mundo desarrollado. Algunos ejemplos clave son el descascarillador de cacahuetes Malian, la máquina descascarilladora fonio, y el molino batidor desapantallado.

### Cocina
Las cocinas sin humos y ahorradoras de leña prometen mayores eficiencias y menos humo, resultando un ahorro en tiempo y trabajo, reduciéndose la deforestación y con beneficios significativos para la salud. Las Briquettes pueden convertir los residuos orgánicos en combustibles, ahorrando dinero y/o tiempo de recolección, preservando así los bosques.
Las cocinas solares son adecuadas para varias situaciones, en función del clima y del estilo de cocinado.
Las hornillas cohete mejoran la eficiencia energética y reducen la contaminación del aire en el interior.

### Cuidados de la Salud
El incubador de cambio de fase, desarrollado a finales de los 1990's, representa una manera de bajo coste de incubar muestras microbianas para los trabajadores sanitarios.
Nótese que muchas tecnologías adecuadas benefician la salud pública, en especial al proporcionar saneamiento y agua de beber segura. La refrigeración puede proporcionar también beneficios sanitarios. (Esto se discute en los párrafos a continuación).
La pierna Jaipur fue desarrollada por el Dr. P.K. Sethi y Masterji Ram Chander en 1968 como una pierna protésica económica para las víctimas de explosiones de minas terrestres.

### Refrigeración
El refrigerador bote en bote es un invento africano que mantiene el frío sin electricidad. Facilita la conservación de los alimentos y la producción de frío de la forma más prolongada posible. Esto puede resultar un gran beneficio para las familias que lo utilizan. Por ejemplo, se dice que las jóvenes que tenían que vender productos frescos perecederos pueden ahora ir a la escuela en vez de ello, dado que les es menos urgente vender sus productos antes de que se estropeen.

### Suministro de agua
La Tecnología adecuada para el suministro de agua incluye el rodillo de agua hippo, que permite acarrear más agua con menos esfuerzo; la recolección de agua de lluvia (que requiere un método adecuado de almacenamiento, especialmente en áreas con estaciones secas marcadas); y la recolección de niebla, adecuada para zonas donde abundan las nieblas aunque escasee la lluvia.
La bomba de juegos redonda, desarrollada y utilizada en el sur de África, aprovecha la energía de los niños y las niñas al jugar para bombear agua, aunque su coste de miles de dólares no permite considerarla una opción de bajo coste.
Las bombas manuales y bombas a pedales son más adecuadas al mundo en vías de desarrollo que las bombas a motor, por lo general, y pueden proporcionar agua de mejor calidad con menos tiempo de transporte que las fuentes de aguas superficiales; aunque, incluso las bombas manuales dan problemas a menudo, fallando y cayendo en desuso debido a la falta de mantenimiento. Las bombas a pedales para la irrigación doméstica son distribuidas en la actualidad ampliamente en los países en vías de desarrollo. El principio de Mantenimiento y operación a nivel local es importante para las bombas manuales, pero puede resultar difícil en su aplicación.

### Tratamiento de aguas
El agua generalmente necesita tratamientos antes de ser utilizada, en función de la fuente y del uso deseado (con elevados requerimientos para el agua potable). La calidad del agua de las conexiones domésticas y las aguas comunitarias apuntan a que en los países de bajos ingresos no son fiables para el consumo humano directo. El agua extraída directamente desde las aguas superficiales y de los pozos superficiales extraída a mano casi siempre requiere tratamiento.
Las opciones de la tecnología adecuada para el tratamiento de aguas incluye los diseños tanto a escala comunitaria como a la escala doméstica del lugar de uso.
El modo más fiable de matar los agentes patógenos microbianos es calentar el agua hasta que hierva. Otras técnicas, que varían desde la filtración, la desinfección química y la exposición a radiaciones ultravioleta (incluyendo los UV solares) han demostrado, en una serie de ensayos aleatorios controlados, reducir significativamente los niveles de enfermedades transmitidas a través del agua en países de bajos ingresos.
A lo largo de la pasada década,[¿cuándo?] se ha emprendido un número creciente de estudios de campo para determinar el efecto de las medidas en el lugar de uso para reducir las enfermedades transmitidas por el agua. La capacidad de las opciones en el lugar de uso para reducir las enfermedades está en función tanto de su capacidad para eliminar a los patógenos microbianos si son correctamente aplicadas, como de los factores sociales tales como la facilidad de uso y su adecuación cultural. Estas tecnologías pueden generar mayores (o menores) beneficios para la salud de los que los resultados de la eliminación microbiana basada en laboratorios pudiera sugerir.
La prioridad actual de los partidarios de los tratamientos en el lugar de utilización es alcanzar a un número elevado de usuarios de bajos ingresos sobre una base sostenible. Pocas medidas de lugar de utilización han alcanzado una escala significativa, aunque los esfuerzos para promoverlos y la distribución comercial de estos productos en el mundo empobrecido solo ha sido desarrollado durante escasos años.
Por otra parte, los tratamientos de agua a pequeña escala, están alcanzando fracciones importantes de la población de los países de bajos ingresos, especialmente en el Sur y el Sudeste de Asia, en forma de quioscos de tratamiento de aguas (también conocidos como estaciones de recarga de agua o productores de agua empaquetada). Mientras que el control de calidad y su certificación en estos lugares puede ser variado, las tecnologías sofisticadas (tales como la filtración de partículas multietapas, la irradiación ultravioleta, la ozonación o la filtración mediante membrana) se aplica con frecuencia creciente. Estas microempresas son capaces de vender agua a precios extremadamente bajos, con regulaciones gubernamentales crecientes. El seguimiento inicial de la calidad del agua vendida está siendo alentado.
Algunos ejemplos de procesos de tratamiento específicos, tanto aplicados a nivel doméstico como a nivel comunitario, son:
- la filtración por cerámica porosa, usando tanto arcillas como arenas diatomeáceas, y realizada tanto mediante cilindros, ollas o discos, con sistemas de alimentación por caída de gravedad o a base de sifones. Se le suele añadir plata para proporcionar una mejora antimicrobiana.
- la filtración lenta en arena intermitentemente operada, conocida también como filtración bioarenosa.
- la desinfección clorosa, mediante el empleo de polvo de hipoclorito de calcio, de disoluciones de hipoclorito de sodio, o de tabletas de dicloroisocianurato de sodio (NaDCC).
- la floculación química, usando tanto formas comerciales de sales de hierro o aluminio o mediante las semillas machacadas de ciertas plantas, como la Moringa oleifera
- la mezcla de floculación y desinfección mediante mezclas en polvo comerciales
- la irradiación con luz ultravioleta, tanto de producción por lámparas eléctricas como por exposición solar directa
- la filtración por membrana, empleando ultrafiltración en fibra de vacío o filtros de ósmosis inversa precedidos por un pretratamiento.

### Saneamiento
- BiPu es un sistema portátil adecuado para la administración de desastres, mientras que otras formas de letrinas representan maneras seguras de depositar los excrementos humanos a bajo coste. El Proyecto Piloto Orangi fue diseñado sobre la base de una crisis de saneamiento urbano en barrios de chabolas. Kamal Kar ha documentado letrinas desarrolladas por los campesinos de Bangladés una vez que se dieron cuenta de los problemas de salud de las defecaciones al aire libre.

- El lecho de juncos puede ayudar a purificar el saneamiento y las aguas grises.

- El saneamiento ecológico puede ser visto como un proceso en tres pasos que trata con la excreta humana: (1) Contención, (2) Higienización, (3) Reciclaje. El objetivo es proteger la salud humana y el medio ambiente mediante la limitación del uso del agua de los sistemas salitarios para la limpieza de las manos (y anal), lavando solo y reciclando los nutrientes para ayudar a reducir la necesidad de fertilizantes sintéticos en la agricultura.

- El SanPlat es un plato sencillo que se usa para tapar el hoyo en el suelo de una letrina de hoyo.[18][19]

### Transporte
La silla de ruedas torbellino proporciona movilidad a las personas de movilidad reducida que no pueden permitirse las costosas sillas de ruedas utilizadas en los países desarrollados.
La bicicleta proporciona transporte de tracción humana para todos los propósitos, a un coste menor para sus propietarios que los vehículos motorizados, con muchos beneficios frente al caminar.